# Miroslav Kárník
Miroslav Kárník (* 1948/1949?) je bývalý český celník, v letech 1995–1999 generální ředitel Generálního ředitelství cel Celní správy ČR.

## Kariéra
Hned po maturitě se v roce 1967 přidal k československé celní správě. Během několika let působil na několika různých pracovištích v Lichkově a okolí, následně byl v letech 1972–1990 vedoucím celní odbočky v České Třebové. V letech 1991–1992 sloužil na Ústřední celní správě v Praze. V červnu 1992 začal pracovat jako náměstek ředitele Celního ředitelství pro Českou republiku, které z důvodu chystaného rozpadu Československa připravoval společně s Ústřední celní správou na transformaci. Od 1. ledna 1993 byl náměstkem generálního ředitele Generální ředitelství cel (GŘC) Celní správy České republiky. Od 25. září 1993 byl po rezignaci generálního ředitele Jiřího Hronovského coby náměstek pověřen vedením GŘC. V této pozici vydržel rok a půl, do funkce generálního ředitele GŘC byl jmenován k 1. únoru 1995.
Z pozice generálního ředitele GŘC jej chtěl k 3. listopadu 1999 odvolat ministr financí Pavel Mertlík, což zdůvodňoval chybným postupem Celní správy v kauze Carbopur a pomalým přístupem k otázce finanční policie. Vzhledem k administrativní chybě na odvolávacím dekretu ale Kárník nadále zůstal ve funkci. Nakonec sám k 30. listopadu 1999 rezignoval. Zůstal však na Generálním ředitelství cel, kde pracoval v právním odboru. Po vstupu Česka do Evropské unie v roce 2004 působil také ve Světové celní organizaci (WCO) a ve výboru Evropské komise pro celní kodex.
V roce 1980 vystudoval Právnickou fakultu University Jana Evangelisty Purkyně v Brně. Po roce 2004 vyučoval celní politiku a celní právo na vysokých školách v Praze a na Vysoké škole Karlovy Vary. Je autorem publikací Celní hodnota ve 222 příkladech dnes i po vstupu do EU (2003) a Clo a celní politika od A do Z (2012).